# Вальмоден (коммуна)
Вальмоден (нем. Wallmoden) — община в Германии, в земле Нижняя Саксония.
Входит в состав района Гослар. Подчиняется управлению Луттер ам Баренберге. Население составляет 980 человек (на 31 декабря 2010 года). Занимает площадь 16,82 км².
Коммуна подразделяется на 3 сельских округа.

## Население

Вальмоден

| Год  | Население |
| ---- | --------- |
| 1990 | 1088      |
| 1995 | 1114      |
| 2000 | 1099      |
| 2005 | 1113      |

| Год  | Численность | Численность |
| ---- | ----------- | ----------- |
| 2016 | 895         | [ 4 ]       |
| 2017 | 897         | [ 1 ]       |
| 2019 | 913         | [ 2 ]       |